# Darle al otoño un golpe de ventana para que el verano llegue hasta diciembre
Darle al otoño un golpe de ventana para que el verano llegue hasta diciembre è un album in studio del gruppo cileno Quilapayún pubblicato nel 1980.

## Descrizione
Con questo album i Quilapayún proseguono il discorso iniziato con Umbral, disco pubblicato nel 1979, e portano avanti il loro percorso di evoluzione musicale e poetica, largamente influenzato dal pittore surrealista e intellettuale cileno Roberto Matta caratterizzato da una maggiore complessità e raffinatezza delle musiche e degli arrangiamenti unito a una maggiore ironia nei testi sempre meno esplicitamente politici.
Il disco è caratterizzato da un doppio titolo in spagnolo (loro lingua madre) e in francese, Donner à l'automne un coup de fenêtre pour que l'été s'allonge sur décembre, la lingua del paese che li ha ospitati durante l'esilio. Il titolo è traducibile in italiano come Dare all'autunno un colpo di finestra affinché l'estate duri fino a dicembre. 
Continua la collaborazione con Pierre Rabbath, colui che per molti anni arrangerà per orchestra alcune delle loro canzoni, che qui dirige l'orchestra in tre brani, da lui stesso arrangiati e pure continua il lavoro del gruppo nel musicare testi di Pablo Neruda, vero e proprio punto di riferimento del gruppo in quegli anni, uno dei quali, Monólogo de la cabeza de Murieta, utilizza alcuni versi dell'opera teatrale di Neruda Fulgor y Muerte de Joaquín Murieta (Splendore e morte di Joaquim Murieta), ispirata alla figura di Joaquin Murrieta. Nella canzone Entre morir y no morir, la parte cantata da Catherine Ribero in francese consiste nella traduzione del testo cantato dal gruppo in spagnolo.
Continua pure la collaborazione con il compositore Gustavo Becerra, che non solo aiuterà il gruppo a migliorare ed allargare le proprie conoscenze musicali, ma che scrive per loro Memento su testo di Federico García Lorca.
Delle dieci tracce che compongono il disco solo nove sono inedite, la traccia 10, Niño araucano, ripropone la traccia 13 del disco La fragua del 1973 (privata dell'introduzione a base di percussioni). Subito dopo la fine di questa traccia, per una quarantina di secondi, si ascolta il gruppo urlare, alla maniera degli slogan delle manifestazioni politiche, la frase che dà il titolo al disco, con lievi variazioni e aggiunte. Analoghe frasi in spagnolo e francese si ascoltano per una trentina di secondi in coda a Playa del sur.

## Edizioni
Questo album è stato pubblicato per la prima volta nel 1980, in formato LP, e in questo stesso formato è stato pubblicato in diversi paesi del mondo, a volte con il titolo in spagnolo, altre volte con il titolo in francese e la medesima track-list (tranne in un caso). 
Non è mai stato pubblicato in formato CD, ma le prime 9 tracce del disco compaiono nella antologia La vida contra la muerte.
- 1980 – Donner à l'automne un coup de fenêtre pour que l'été s'allonge sur décembre, LP, Pathé Marconi EMI 2C 070 - 72.248, Francia
- 1980 – LP, EMI 6440, Argentina
- 1980 – LP, EMI Odeon 302-0145, Ecuador
- 1980 – LP, EMI Odeon SLOM 10271, Messico
- 1982 – LP, EMI 10C 064-072635, Spagna, prima traccia sostituita con il brano Eclipse de sol

## Tracce
1. Entre morir y no morir (feat. Catherine Ribero) – 4:20 (testo: Pablo Neruda – musica: Sergio Ortega)
2. Balada del hombre que se calló la boca (feat. Cuarteto Cedrón) – 2:40 (testo: Juan Gelman – musica: Juan Cedrón)
3. Playa del sur – 4:10 (testo: Pablo Neruda – musica: Hugo Lagos)
4. Lunita de lejos – 4:13 (Eduardo Carrasco)
5. Caminante, sigue – 2:52 (testo: Eduardo Carrasco – musica: Guillermo Garcia)
6. Cuando Valparaíso – 4:16 (Desiderio Arenas)
7. Memento – 2:45 (testo: Federico García Lorca – musica: Gustavo Becerra-Schmidt)
8. Monólogo de la cabeza de Murieta – 4:11 (testo: Pablo Neruda – musica: Eduardo Carrasco)
9. Locomotora – 4:09 (musica: Eduardo Carrasco)
10. Niño araucano – 4:15 (Sergio Ortega)

Durata totale: 37:51

## Crediti

### Formazione
- Eduardo Carrasco
- Carlos Quezada
- Willy Oddó
- Hernán Gómez
- Rodolfo Parada
- Hugo Lagos
- Guillermo Garcia
- Ricardo Venegas

### Collaboratori
- Catherine Ribero - voce in Entre morir y no morir
- Pierre Rabbath - arrangiamento e direzione d'orchestra (Entre morir y no morir, Cuando Valparaíso e Monólogo de la cabeza de Murieta)
- Roberto Parada - recitato (Niño araucano)
- Eduardo Moubarak - direzione d'orchestra (Niño araucano)
- Trauco Murúa - copertina e grafica